# Marche (metropolitana di Milano)
Marche è una fermata della linea M5 della metropolitana di Milano.

## Storia
I lavori per la realizzazione della prima tratta della linea 5, che comprende la stazione Marche, iniziarono nel settembre 2007. La stazione venne poi attivata il 10 febbraio 2013.

## Strutture e impianti
Marche è una stazione sotterranea, passante, con due binari in due canne e, come tutte le altre stazioni della linea M5, è accessibile ai disabili. Rientra inoltre nell'area urbana della metropolitana milanese.
Sorge all'incrocio fra Viale Zara e Viale Marche e presenta uscite solo in Viale Zara.

## Interscambi
Nelle vicinanze della stazione effettuano fermata alcune linee tranviarie urbane, gestite da ATM.
- Fermata tram (Marche M5, linee 5, 7 e 31)

## Servizi
La stazione dispone di:
- Accessibilità per portatori di handicap
- Ascensori
- Scale mobili
- Emettitrice automatica biglietti
- Servizi igienici
- Stazione video sorvegliata